# Сергій Соколовський
Шиші Масару (яп. 獅司大 нар. 16 січня 1997) — український борець сумо з м. Мелітополя, який належить до геї Камінарі (починав у геї Ірумагава). Його справжнє ім'я — Сергій Соколовський.
Найвище досягнення — другий (від заходу) у макушіті (幕下), третьому за рангом дивізіоні сумо. До дивізіону атлет потрапив у травні 2023 року.

## Життєпис
Із шести років займався боротьбою в Україні. У 15 років перейшов у сумо після перемоги в чемпіонаті Європи.
2018 року переміг на Кубку Європи з сумо серед дорослих.
2019 року перебрався до Японії.
У березні 2020 року став першим українцем у професійному сумо. Як і очікувалося спостерігачами, він швидко пройшов через перший і другий етапи на одному місці, і стабільно підняв рейтинг до третього етапу. 
На турнірі в травні 2023 року він посів друге місце у макусіті (від заходу), це його найвище досягнення, здобув три перемоги поспіль з першого дня, а на п'ятий день, після поєдинку з новим дзюріо Фудзі Сейгумо, він переміг ударом. На п'ятий день він виграв цуккомі у нового дзюріо, Фуджі Сейюна. Він також був вдячний за те, що він, український борець, отримав більше підтримки, ніж зазвичай, через російське вторгнення в Україну. 20 травня 2023 року Японію відвідав Володимир Зеленський , але борець утримався від політичних висловлювань на цю тему. Він завершив турнір 2023 року з рахунком 6-1 і виборов право на перехід до дзюріо — другого за рангом дивізіону сумо. Його призначення на липневий турнір дзюріо було офіційно повідомлено в бандзуке від 31 травня.
На прес-конференції, присвяченій призначенню нового дзюрьо, він сказав ( переклад з російскої): 
"Моя країна в біді. Я буду працювати більше, я зроблю все від мене можливе. Я допоможу моїм мамі і татові, ставши секіторі. Я зроблю все, що зможу".

### Макууті
Залишаючись у дзюрьо на початку 2024 року, Шиші здобув 11 перемог на липневому турнірі. У вересні він здобув дев'ять перемог на турнірі дзюрьо 2 у ранзі дзюрьо. На турнірі в листопаді 2024 року його підвищили до маегасіра, і він став першим професійним сумоїстом з України, який досяг найвищого дивізіону. Він також став першим борцем стайні Ікадзучі з моменту її відновлення у 2023 році, який досягнув макууті. Шиші сказав журналістам після свого підвищення, що він щасливий досягти вищого дивізіону, зазначивши, що він провів більше часу в макусіта, ніж в дзюрьо. "Один рік в дзюрю - це швидко... Я думав, що це займе трохи більше часу", - сказав він. Конюх Ікадзучі сказав журналістам, що бажає, аби Шиші мав шанс досягти рангу сан'яку (вище маегасіра).  Оскільки борці макууті, які виграють свої поєдинки, мають право на бонуси, якщо їхній поєдинок був спонсорським, Шиші згадав пресі про свій намір відправити гроші своїй родині в Україну.
Незважаючи на те, що перші два дні турніру Шиші розпочав з перемог, на одинадцятий день турніру він зазнав поразки від Нісікіфудзі.  Перейшовши до дивізіону дзюрьо, Шиші зарекомендував себе, як один з лідерів змагань, суперником якого став Аонішікі, єдиний український борець, який виступає у професійному сумо. Під час турніру Шиші здобув перемогу на 11-й день над Вакайкарі, перемігши його за допомогою йорікірі, і того ж дня отримав коментар від колишнього Асашорю на своєму акаунті X (колишній Twitter), який закликав його змінити стиль сумо, оскільки колишній йокодзуна вважав це небезпечним і таким, що може травмувати Шиші.  На 12-й день Шиші та Аонішікі зійшлися у першому в історії цього виду спорту поєдинку між двома українськими борцями, в якому Шиші вийшов переможцем і одноосібно очолив змагання.  Шиші виграв чемпіонат, зміцнивши свої шанси на повернення до макуучі на березневому турнірі. Коли його перемога була безсумнівною, Шиші надихнув Хіроюкі Сато (тоді в коментаторській будці NHK) своєю власною коронною фразою "урешіші" (うれシシ), каламбур на своє кільцеве ім'я та "уресі" (うれしい), що означає "бути щасливим".
Коли вийшов бандзуке березневого турніру 2025 року, було підтверджено, що Шиші повернувся до вищого дивізіону. Одночасно з його підвищенням, його співвітчизник Аонішікі вперше перейшов у вищий дивізіон, що зробило їхню країну, Україну, сьомою іноземною країною, яка має двох борців з рейтингом макуучі в історії професійного сумо .

## Техніка
Боротьба сумо з четвіркою, у якій використовується тіло, є зброєю, а виграшна схема полягає в тому, щоб перетнути ліву четвірку. Вміння триматися яке його зріст, також є зброєю. У нього глибока кишеня, і навіть якщо він не може її наростити, він може добре вдарити. Я не з тих, хто так часто показує свої погані трюки. Якщо ви не можете отримати мавасі, ви також можете продемонструвати поштовх, який використовує перевагу великої відстані. Спочатку він мав звичку боротися, але в міру того, як  підвищили до секіторі, він навчився сумо та навчився справлятися з ударами.
Його перевага - йоцудзумо, в якому він використовує свою статуру, а його переможний прийом - нахилятися і виходити з лівого йотсу. Він також добре володіє уваза (через плече) ,, використовуючи свій зріст, в цьому випадку він сильний, коли проводить уваза з правого або лівого боку, а також добре володіє уваза наге (кидок з уваза)  . У нього глибока кишеня, і навіть якщо він не вміє куміте, він все одно може добре приземлити тацукі. Він не дуже схильний до пониження в класі. Коли він не може отримати маваші, він використовує свою довгу руку для нанесення удару. Спочатку він займався боротьбою, але з наближенням до підвищення до рангу секіторі, він вивчив сумо і став здатним виконувати цукегатарі.
На момент травень 2024 Сергій шукає нову техніку боротьби від оборони.

## Результати
| Рік у сумо | Січень Хацу басьо, Токіо      | Березень Хару басьо, Осака | Травень Нацу басьо, Токіо                   | Липень Нагоя басьо, Нагоя | Вересень Акі басьо, Токіо | Листопад Кюсю басьо, Фукуока |
| --- | ----------------------------- | -------------------------- | ------------------------------------------- | ------------------------- | ------------------------- | ---------------------------- |
| 2020 | x                             | (Маедзумо)                 | Захід Дзьонокуті #14 Турнір скасували 0–0–0 | Захід Дзьонокуті #14 6–1  | Схід Дзьонідан #47 6–1    | Захід Санбамме #81 6–1       |
| 2021 | Схід Санбамме #23 6–0–1       | Захід Макусіта #44 4–3     | Захід Макусіта #34 6–1                      | Захід Макусіта #12 4–3    | Схід Макусіта #8 1–5–1    | Схід Макусіта #31 4–3        |
| 2022 | Захід Макусіта #25 4–3        | Захід Макусіта #17 6–1     | Схід Макусіта #7 3–4                        | Схід Макусіта #14 4–3     | Схід Макусіта #11 4–3     | Захід Макусіта #7 1–6        |
| 2023 | Схід Макусіта #20 5–2         | Схід Макусіта #12 6–1      | Захід Макусіта #2 6–1                       | Схід Дзюрьо #12 9–6       | Схід Дзюрьо #8 9–6        | Захід Дзюрьо #5 6–9          |
| 2024 | Захід Дзюрьо #7 7–8           | Захід Дзюрьо #8 8–7        | Схід Дзюрьо #7 5–10                         | Схід Дзюрьо #10 11–4      | Захід Дзюрьо #2 9–6       | Схід Маеґасіра #16 5–10      |
| 2025 | Захід Дзюрьо #4 13–2 Перемога | Захід Маеґасіра #13 9–6    | Захід Маеґасіра #11 4–11                    | Захід Маеґасіра #17 7–8   | x                         | x                            |
| Результат наведений як переміг-програв-знався Перемога Малий кубок Відставка Не виступав у макууті Спеціальні призи: Д=За бойовий дух (Канто-сьо); В=За видатний виступ (Сюкун-сьо); Т=За технічну досконалість (Гіно-сьо) Ще показані: ★=Кімбосі; P=Участь у додатковому фіналі Ліги: Макууті — Дзюрьо — Макусіта — Сандамме — Дзьонідан — Дзьонокуті Рівні макууті: Йокодзуна — Одзекі — Секіваке — Комусубі — Маегасіра |                               |                            |                                             |                           |                           |                              |

## Досягнення:
Станом на  сі́чня 2025 р:
- Сукупний результат: 164 перемоги, 110 поразки, 2 перерви

Найвище досягненя: ранг 16 Маеґасіра